# Federazione di softball del Regno Unito
La Federazione britannica di softball (eng. British Softball Federation) è un'organizzazione fondata per governare la pratica del softball nel Regno Unito.
Organizza il campionato di softball britannico, e pone sotto la propria egida la nazionale di softball femminile.